# Gerhard Schüßler (Mediziner)
Gerhard Schüßler (geboren am 17. Januar 1953 in Soest) ist ein deutsch-österreichischer Arzt, Psychiater und Neurologe, Psychotherapeut und Psychoanalytiker.

## Leben
Nach dem Abitur am Josef-Hofmiller-Gymnasium in Freising (Bayern) studierte Gerhard Schüßler von 1972 bis 1979 Medizin an den Universitäten Würzburg, Wien und Berlin und schloss 1981 seine Promotion ab.
Die Facharztausbildung absolvierte er von 1979 bis 1985 an der Psychiatrischen und Neurologischen Klinik der Freien Universität (FU) Berlin bei Prof. H. Helmchen. Als leitender Oberarzt arbeitete er an der Klinik für Psychosomatische Medizin und Psychotherapie (Prof. U. Rüger) an der Universität Göttingen von 1986 bis 1995.
Gerhard Schüßler habilitierte 1991 mit dem Thema „Bewältigung chronischer Krankheiten Konzepte und Ergebnisse“. Im selben Jahr schloss er seine psychoanalytische Ausbildung am Lou Andreas-Salomé-Institut für Psychoanalyse und Psychotherapie in Göttingen ab.
In den Jahren von 1993 bis 1995 war Gerhard Schüßler als kommissarischer Leiter der Psychosomatischen Klinik der Universität Münster tätig. Den Ruf für die Professur für Psychosomatik an die Universität Münster als auch für die Medizinische Psychologie und Psychotherapie an die Universität Innsbruck in Österreich erhielt er 1994.
Gerhard Schüßler war von 1995 bis 2021 Professor und Klinikdirektor der Klinik für Medizinische Psychologie und Psychotherapie an der Universität Innsbruck und seit 2005 auch an der Medizinische Universität Innsbruck.
Neben seiner Tätigkeit in Lehre (Medizinstudium, Schwerpunkt „Ärztliche Gesprächsführung“) und Forschung (Psychotherapie, Psychosomatik) richtete er in der Klinik u. a. seinen Fokus auf den Aufbau einer umfassenden Psychotherapeutischen Ambulanz mit Modellcharakter (Prof. Stephan Doering u. a.), sowie dem Aufbau einer Forschungseinheit für Psychoneuroimmunologie (PNI, Prof. Christian Schubert) und dem Aufbau einer Versorgungs- und Forschungseinheit für Psychotraumatologie (Prof. Astrid Lampe).
Im Jahr 2002 wurde er Sabbatical und Gastprofessur an der University of Sydney und ab 2003 zehn Jahre interimistische Leiter der Abteilung Kinder und Jugend Psychosomatik und Psychiatrie Innsbruck.
Seit Oktober 2021 Professor Emeritus und von 2022 bis 2023 interimistische Leitung der Klinischen Abteilung für Medizinische Psychologie, Psychosomatik und Psychotherapie an der Medizinischen Universität Graz (MUG).
Gerhard Schüßler ist seit 1984 verheiratet, das Ehepaar hat zwei Söhne,.

## Forschung und Lehre
Ärztlich und psychotherapeutischer Unterricht und Weiterbildung im gesamten Gebiet der Medizinischen Psychologie, Psychosomatik, Psychotherapie und Psychiatrie an den Universitäten: Medizinische Universität Innsbruck, SFU Wien, Universität Augsburg und der Medizinischen Universität Graz.
Lehrtätigkeit in Weiterbildung für die ÖAK, BLÄK, Allgäu-Akademie und für psychotherapeutische Ausbildungseinrichtungen, z. B. Psychoanalytisches Seminar Innsbruck (PSI), Schloss Hofen in Vorarlberg.
Lehrtätigkeit in Aus- und Weiterbildung im Bereich der Psychoonkologie (ÖGPO).
Breites Spektrum an Forschungsinteresse zu psychiatrischen Themen (z. B. Schizophrenie), im psychosomatischen (z. B. Coping, Psychoonkologie) und psychotherapeutischen Forschungsbereich (z. B. OPD).

## Leistungen
- Mehr als 15 Jahre Schriftleiter und Neuorganisator (englische Beiträge, open access) der Zeitschrift für Psychosomatische Medizin und Psychotherapie, sowie Mitarbeit in mehreren internationalen Zeitschriften.

- Mitgliedschaft und Mitarbeit in nationalen und internationalen Vereinen, insbesondere Gründungspräsident der ÖGPPM[7] und Gründungsvizepräsident der EAPM[8].

- Langjährige Tätigkeit für die ÖÄK[9] im Bereich der Ausarbeitung und Durchführung der psychosomatisch-psychotherapeutischen Weiterbildung (PSY 1-3).

- Gründungsmitglied der OPD[10] und über 28 Jahre Sprecher der Konfliktachse der Operationalisierten Psychodynamischen Diagnostik (OPD).

## Publikationen (Auswahl)
- Lernen an der Praxis, OPD und Qualitätssicherung in der Psychodynamischen Psychotherapie, hrsg. gemeinsam mit Rainer W. Dahlbender und Peter Buchheim, Bern: Hans Huber
- OPD-1, Arbeitskreis OPD. (1996). Operationalisierte Psychodynamische Diagnostik. Grundlagen und Manual. Huber
- OPD-2, Arbeitskreis OPD. (2006). Operationalisierte Psychodynamische Diagnostik OPD-2. Das Manual für Diagnostik und Therapieplanung. Huber
- OPD-3, Arbeitskreis OPD – Abhängigkeitserkrankungen. (2013). OPD-2 Modul Abhängigkeitserkrankungen: Das Diagnostik-Manual. Huber
- Krankheitsbewältigung (coping) bei chronischen Erkrankungen. Konzeptualisierung und Überprüfung Göttingen: Vandenhoeck & Ruprecht (1989)
- Die psychosomatisch-psychotherapeutische Ambulanz. (2009). Doering, Lampe, Schüßler. Schattauer
- Medizinische Psychologie, Psychosomatik und Psychotherapie systematisch. (1995 1. A -2011 4. A) UNI-MED
- Comparison of higher-dose haloperiodal therapy with perazine standard therapy in acute schizophrenic patient. Der Nervenarzt 53:530-6 (1982)
- Coping strategies and individual meanings of illnes. Social Science Medicine 34 (4): 427-32 (1992)
- Obsessive-Compulsive diesease in patients with anorexia and bulimia nervosa. Am. J. Psychiat 152: 72-5 (1995)
- Predictors of Relapse and Rehospitalization in Schizophrenia and Schizoaffective Disorder. Schizophrenia Bulletin 24: 87-98 (1998)
- Aktuelles Konzept des Unbewussten – Empirische Ergebnisse der Neurobiologie, Kognitionswissenschaften, Sozialpsychologie und Emotionsforschung / The current conception of the Unconscious – empirical results of neurobiology, cognitive sciences, social psychology and emotion research. Zeitschrift für Psychosomatische Medizin und Psychotherapie 48 (2): 192-214 (2002) doi.org/10.13109/zptm.2002.48.2.192
- Therapieevalution der PITT im stationären Setting. Neuropsychiatrie Doi:10.5414/NEPBand22189 (2008)
- Psychoneuroimmunologie – ein Update. Zeitschrift für Psychosomatische Medizin 55 (2009) Doi:10.13109/zptm.2009.55.1.3
- The Influence of Doctor-Patient Communication on Health Outcomes: A Systematic Review. Zeitschrift für Psychosomatische Medizin Psychotherapie 63: 131-150 (2017) doi.org/10.13109/zptm.2017.63.2.131
- Prevalence of Depression and Cancer – A systematic review. Zeitschrift für Psychosomatische Medizin und Psychotherapie 68 (2021) doi.org/10.13109/zptm.2021.67.oa11
- Factors associated with the risk factors for depression in cancer patients – A systematic literature review. Translational Oncology 16 (2022): 101328 (2022)